# 石文斌
石文斌（1979年4月—），山西省平定县人，汉族，中华人民共和国官员，山西省盂县副县长，中国民主建国会会员，中国民主建国会阳泉市委员会主任委员，第十二届全国人民代表大会山西地区代表。
石文斌毕业于河南理工大学自动化专业，2001年参加工作。2013年，被选为全国人大代表。2013年当选人大代表时，石文斌的职务是阳泉铝业股份有限公司总工程师。他后来出任阳泉市监察局副局长。他还担任了阳泉市政协十二届委员会常委、中国民主建国会阳泉市委员会委员。2016年8月，石文斌当选盂县副县长。同年12月30日，石文斌当选中国民主建国会阳泉市第七届委员会主任委员。
担任阳泉铝业股份有限公司总工程师期间，石文斌曾被阳泉市科协评为十佳青年科技工作者，记个人一等功一次。他获得的荣誉称号还有第四届阳泉市十大优秀青年、 阳泉市信息化工作先进个人、阳泉市科普工作先进个人、山西省科技奉献先进个人、阳泉市科协优秀会员、2008年阳泉市科协突出贡献奖。他还在北京奥运会圣火传递中担任火炬手。